# Oreophryne terrestris
Oreophryne terrestris es una especie de anfibio anuro de la familia Microhylidae.

## Distribución geográfica
Es endémica de Nueva Guinea (Papúa Nueva Guinea).